# J002E3
| |  | |
| J002E3 Imagens da descoberta do J002E3 tiradas por Bill Yeung em 3 de setembro de 2002. J002E3 está no círculo. |  | Simulação de computador mostrando o J002E3 sendo capturado em uma órbita ao redor da Terra por seis órbitas e, em seguida, ser expulso de volta em uma órbita heliocêntrica. |

J002E3 é a designação dada a um suposto asteróide descoberto pelo astrônomo amador Bill Yeung dia 3 de setembro de 2002. Uma análise mais aprofundada revelou que o objeto não era um asteróide, mas em vez disso é o S-IVB, o terceiro estágio do foguete Saturno V que lançou a Apollo 12 (série S-IVB-507).
Quando foi descoberto pela primeira vez, rapidamente descobriram que o objeto estava em uma órbita em torno da Terra. Os astrônomos ficaram surpresos com isso já que a Lua é o único grande objeto em uma órbita ao redor da Terra, e qualquer outra coisa teria sido ejetada há um bom tempo, devido a perturbações com a Terra, a Lua e o Sol.
Por isso, deve ter entrado em órbita da Terra, muito recentemente, ainda não havia nenhuma nave espacial recém-lançada que combinava com a órbita do J002E3. Uma explicação poderia ser de que era um grande pedaço de 30 metros de rocha, mas na Universidade do Arizona, os astrônomos descobriram que o espectro eletromagnético do objeto era consistente com o branco da pintura de dióxido de titânio, a mesma tinta utilizada pela NASA para os foguetes Saturno V. Voltando o traçado de sua órbita, descobriram que o objeto está orbitando o Sol há 31 anos e esteve pela última vez nas proximidades da Terra em 1971. Isso parece sugerir que era uma parte da missão Apollo 14, mas a NASA sabia o paradeiro de todo o hardware utilizado para esta missão, a terceira fase, por exemplo, foi deliberadamente colidida com a Lua para estudos sísmicos.
A única explicação era que o S-IVB era a terceira fase da Apollo 12. A NASA tinha planejado originalmente dirigir o S-IVB em uma órbita solar, mas uma longa queima extra de motores no espaço vazio significa que ventilar o restante do propulsor no tanque do S-IVB não deu energia suficiente para o estágio do foguete escapar do sistema Terra-Lua, e em vez disso o estágio acabou em uma órbita semi-estável em torno da Terra, depois de passar pela Lua no dia 18 de Novembro de 1969. O terceiro estágio S-IVB da Apollo 12 S-IVB eventualmente desapareceu.
Pensa-se que o J002E3 órbitou a parte esquerda da órbita da Terra em junho de 2003, e que pode voltar a orbitar a Terra em cerca de 2032.

## Risco de reimpacto
A unidade S-IVB da Apollo 13 tinha um peso seco de cerca de 23 000 libras (10 400 quilogramas) e é instável na órbita da terra, o que pode resultar numa eventual colisão com terra. Um objeto com um peso de 10 000 kg colide com a Terra aproximadamente a cada 1,3 a 4,6 anos.